# Aphanotriccus
Aphanotriccus és un gènere d'ocells de la família dels tirànids (Tyrannidae), que habita al pis inferior del bosc d'Amèrica Central fins al nord de Colòmbia.

## Llistat d'espècies
Se n'han descrit dues espècies dins aquest gènere:
- Aphanotriccus capitalis - mosquer de pit lleonat.
- Aphanotriccus audax - mosquer becnegre.